# Peptidbinding
En peptidbinding er en binding mellem to aminosyrer, fra den ene aminosyres karboksyl til aminogruppen i den anden aminosyre. 
Et molekyle med flere aminosyrer bundet sammen af peptidbindinger benævnes, alt efter antal aminosyrer, dipeptid, tripeptid osv., samt oligopeptid for "få" aminosyrer, polypeptid for op til ca. 50 aminosyrer - og protein derover. Denne terminologi er bredt anvendt, men der findes ingen præcist definerede og anerkendte grænser mellem hhv. oligopeptid, polypeptid og protein.
Peptider har en resonansform, hvor peptidbindingen bliver til en dobbeltbinding. Denne resonansform giver peptidbindingen en del karakteristika som normalt kun ses ved dobbeltbindinger; der er ikke fri drejelighed om peptidbindingen, og der kan optræde cis/trans-isomeri, omend det er sjældent pga. sterisk hindring af aminosyrernes sidekæder. Endvidere sænkes reaktiviteten af resonansformerne (ligesom det kendes fra f.eks. benzen), dipolmomentet øges og bindingen forkortes en anelse. Peptidbindingens omgivende kemiske miljø har betydning for hvor stor betydning resonansformen har; i normale tilfælde har en peptidbinding ca. 40% karakter af dobbeltbinding og 60% karakter af enkeltbinding.